# キム・ジヒョ
キム・ジヒョ（ハングル表記：김지효、1988年 - ）は、大韓民国の韓国放送公社（KBS）の気象キャスター。2013年にミス・インターコンチネンタルのソウル代表に選出された。2014年7月から2015年2月までJTBC GOLFでアナウンサーを務めた。2015年の2月から7月までKBSの光州放送局でアナウンサーを務めた。2015年7月からKBSの気象キャスターを務めている。2015年に『KBS 930ニュース』と『KBS ニュースタイム』に出演した。